# Atakan
Atakan ist ein türkischer männlicher Vorname mit der Bedeutung „das Ahnenblut“, der auch als Familienname auftritt.

## Namensträger

### Vorname
- Atakan Akkaynak (* 1999), deutsch-türkischer Fußballspieler
- Atakan Arslan (* 1995), türkischer Fußballspieler
- Atakan Cangöz (* 1992), türkischer Fußballspieler
- Atakan Ekiz (* 1996), türkischer Fußballspieler
- Atakan Karazor (* 1996), türkisch-deutscher Fußballspieler
- Kerem Atakan Kesgin (* 2000), türkischer Fußballspieler
- Atakan Üner (* 1999), türkischer Fußballspieler

### Familienname
- Cemal Atakan (* 1978), türkischer Komiker und Fernsehmoderator
- Ruzen Atakan (* 1966), türkisch-zypriotische Malerin
- Zahit Atakan (1923–2013), türkischer Admiral